# María de Antioquía
María de Antioquía o María de Poitiers (1145-1182) era la hija de Constanza de Antioquía y de su primer marido Raimundo de Poitiers. María fue la segunda esposa del emperador bizantino Manuel I Comneno.

## Biografía
En 1159, tras la muerte de la emperatriz Irene (originalmente llamada Bertha de Sulzbach), el emperador Manuel I Comneno buscó nueva esposa en los reinos cruzados. Manuel eligió a María, y el matrimonio se celebró en 1161. En los próximos años vivió en la corte, donde recibió a su media hermana Inés de Châtillon luego de que su padre Reinaldo de Châtillon fuese capturado por los musulmanes. En la corte bizantina, Inés fue bautizada según el rito ortodoxo y tomó el nombre de Ana, convirtiéndose en una figura cercana a María de Antioquía. Tiempo después en 1168, Inés de Châtillon, fue tomada como esposa por el joven príncipe real húngaro Bela quien también vivía en la corte de Manuel Comneno (posteriormente el príncipe fue coronado en 1172 como rey Bela III de Hungría, e Inés se volvió su reina consorte).
En 1169 María de Antioquía dio a luz un hijo, el futuro emperador Alejo II Comneno. Tras la muerte de Manuel en 1180 entró en un convento con el nombre de "Xena", pero en realidad siguió actuando como regente de su hijo. Parece que fue amante de otro Alejo, el protosebasto y protovestiarios, sobrino de Manuel y tío de María Comnena, la que fuese reina de Jerusalén, y además, como occidental, favoreció los mercaderes italianos. Por todo ello se ganó la animadversión de los griegos, cuya oposición lideró María Porfirogeneta (hija del primer matrimonio de Manuel) con el apoyo del patriarca de Constantinopla.
María Porfirogeneta llamó en su apoyo a un primo de Manuel, Andrónico, exiliado por Manuel, que entró en la capital en 1182, provocando una masacre de latinos. Andrónico eliminó a María Porfirogeneta y encarceló a la emperatriz viuda María. Ésta buscó nuevos apoyos hasta que fue ejecutada. Andrónico se coronó coemperador de Alejo II, pero éste también fue eliminado pronto.